# Karl Fischer von Treuenfeld
Karl Freiherr von Fischer-Treuenfeld (31 de marzo de 1885 - 7 de junio de 1946) fue un comandante alemán de las Waffen-SS. Comandante de brigada durante la era nazi, durante la invasión de la Unión Soviética, comandó la 2.ª Brigada de Infantería SS y la 1.ª Brigada de Infantería SS, que estuvieron implicadas en el asesinato de judíos, comunistas y partisanos. Treuenfeld posteriormente comandó la División SS Frundsberg. Se suicidó en 1946 mientas estaba en cautiverio estadounidense.

## Carrera
Nacido en 1885, Treuenfeld se alistó en el Ejército prusiano en 1904. Estudió en la Academia de Guerra hasta 1914, y después sirvió durante la I Guerra Mundial. Fue transferido al Estado Mayor General en diciembre de 1915 y después sirvió en el personal del ejército de campo del General Erich Ludendorff. Tras el fin de la guerra fue comandante de unidades de la milicia en el área de Hamburgo. En 1922, fue presentado a Adolf Hitler por el General Ludendorff y organizó la milicia que asistió a Hitler durante el Putsch de la Cervecería. En 1929, el negocio de Treuenfeld fracasó, culpando de ello a los judíos, escribiendo en su biografía: "Como resultado, el odio de los judíos y masones que causó el desastre económico... causó el colapso de mi negocio." En abril de 1939, se unió a las SS.
En enero de 1941, Treuenfeld fue nombrado Líder de las SS y Policía de las Waffen-SS en Noroeste y Oeste, hasta abril de 1941, cuando se le dio el mando de la 2.ª Brigada de Infantería SS, que empezó a formarse en mayo de 1941 para la Operación Barbarroja. Permaneció como el comandante de esta brigada hasta julio de 1942, cuando asumió el mando de la 1.ª Brigada de Infantería SS. Las dos brigadas conducían operaciones de seguridad en la retaguardia y el asesinato de judíos y otros grupos.
Treuenfeld continuó ocupando el puesto de Líder de las SS y la Policía de las Waffen-SS en el Noreste entre abril de 1941 y diciembre de 1941. Desde diciembre de 1941 hasta septiembre de 1942 ocupó el mismo puesto para Bohemia y Moravia, y sirvió como lugarteniente de Reinhard Heydrich. Después del asesinato de Heydrich en la Operación Anthropoid el 27 de mayo de 1942, los hombres responsables, Jan Kubiš, Jozef Gabčík y otros, fueron traicionados y atrapados en la cripta de la Catedral de los Santos Cirilo y Metodio en Praga. Treuenfeld estuvo al mando de las tropas que asaltaron la iglesia el 18 de junio de 1942, solo para descubrir que después de resistir durante horas se habían suicidado.
Una diferencia de opinión entre Treuenfeld y la Gestapo llevó a su reemplazo y ser transferido al final de 1942. Entonces asumió el puesto de comandante de las Waffen-SS en el Sur de Rusia y Ucrania desde febrero hasta noviembre de 1943. En noviembre de 1943, ahora ascendido a Gruppenführer, asumió el mando de la División Panzer SS Frundsberg, pero fue relevado del mando después de recibir graves heridas en la batalla de Tarnopol el 22 de abril de 1944. Después de recuperarse se convirtió en SS líder en la Oficina Central de las SS y en Befehlshaber de las Waffen-SS en Italia. Treuenfeld se suicidó el 7 de junio de 1946 mientras era prisionero de guerra del Ejército de EE. UU. en el campo de Steinlager Allendorf.